# Rötha
Rötha település Németországban, azon belül Szászország tartományban. Lakosainak száma 6605 fő (2023. december 31.). Rötha Großpösna, Belgershain, Otterwisch, Kitzscher, Borna, Neukieritzsch és Böhlen községekkel határos.

## Népesség
A település népességének változása:
| Lakosok száma | 6118 | 6042 | 6141 | 6254 | 6516 | 6605 |
|               | 2015 | 2017 | 2019 | 2021 | 2022 | 2023 |